# بليك غوتسمان
بليك غوتسمان (بالإنجليزية: Blake Gottesman)‏ (و. 1980  م) هو أمريكي، ولد في مقاطعة ترافيز، تكساس، هو عضوٌ في الحزب الجمهوري.

## التعليم
تعلم في كلية هارفرد للأعمال، وجامعة هارفارد.